# Ostatnie przedstawienie
Ostatnie przedstawienie – amerykański film niemy z 1929 roku.

## Opis fabuły
Erik, zagraniczny magik jest zakochany w swojej asystentce Julie. W trakcie przygotowań do występu w Nowym Jorku Erik pragnie oświadczyć się Julie. Jednak Julia kocha przystojnego Marka Royce'a, innego pracownika teatru, dawnego włamywacza, który dla niej rozpoczął uczciwe życie.
Erik planuje wówczas intrygę.

## Obsada
- Mary Philbin – Julie
- Conrad Veidt – Eryk Wielki
- Leslie Fenton – Buffo
- Fred MacKaye – Mark Royce
- Gusztáv Pártos – Dyrektor teatru
- George Irving – obrońca